# Quart (Vale de Aosta)
Quart é uma comuna italiana da região do Vale de Aosta com cerca de 3.100 habitantes. Estende-se por uma área de 62 km², tendo uma densidade populacional de 50 hab/km². Faz fronteira com Brissogne, Nus, Oyace, Pollein, Saint-Christophe, Saint-Marcel, Valpelline.

## Demografia
| Variação demográfica do município entre 1861 e 2011                               |
|                                                                                   |
| Fonte: Istituto Nazionale di Statistica (ISTAT) - Elaboração gráfica da Wikipedia |